# ミカ・ビエレス
ミカ・ビエレス（Mika Biereth, 2003年2月8日 - ）は、デンマークのプロサッカー選手。イングランド・ロンドン出身。リーグ・アン・ASモナコ所属。デンマーク代表。ポジションはフォワード。

## 経歴

### 生い立ち・ユース
ドイツ系デンマーク人の父とボスニア人の母のもと、ロンドンに生まれた。
2019年からフラムの下部組織でプレイし、2020-21シーズンにはU-18チームで21得点、13アシストを記録。後にアーセナルへと移った。

### クラブ

#### アーセナル
2021年7月30日、アーセナルと初のプロ契約を結んだ。9月21日にはプレミアリーグ2のU-23チェルシー戦でハットトリックを達成した。
2021-22シーズンはトップチームの試合に4度ベンチ入りしたが、いずれも出場はなかった。

#### ヴァールヴァイク
2022年6月23日にオランダのヴァールヴァイクに1シーズンのローン移籍。10月7日のフローニンゲン戦でエールディヴィジ初を含む2得点を挙げた。

#### マザーウェル
2023年8月3日、スコットランドのマザーウェルに1シーズンのローン移籍。2024年1月に保有元のアーセナルから呼び戻されるまでに、15試合に出場して6得点を記録した。

### シュトゥルム・グラーツ
1月19日、オーストリアのシュトゥルム・グラーツに2023-24シーズン終了までの契約でローン移籍。6ゴール4アシストを記録し、ブンデスリーガ、オーストリア・カップ2冠達成に貢献し、UEFAカンファレンスリーグでも4試合で3ゴールを挙げた。
2024年7月8日、4年契約でシュトゥルム・グラーツに完全移籍となった。2024-25シーズンもリーグ戦16試合で11ゴール5アシストを記録し、UEFAチャンピオンズリーグでも2ゴールを挙げた。

### モナコ
2025年1月11日にリーグ・アンのモナコに4年半契約で完全移籍。移籍金は1,300万ユーロ（+ボーナス200万ユーロ）と報じられている。2月1日、リーグ第20節のオセール戦でプロ初のハットトリックを達成すると、第22節のナント戦、第24節のスタッド・ランス戦でもハットトリックを達成し、ホームゲーム3試合連続でのハットトリックとなった。シーズン途中の加入ながら、半年足らずでリーグ戦13ゴール（得点ランク8位タイ）2アシストと活躍し、シーズンオフには、2030年6月末までの契約延長に合意した。

### 代表
自身はロンドンで生まれ育ったが、デンマーク人である父の血筋から、ユース世代から一貫してデンマーク代表としてプレイし、UEFA U-19欧州選手権予選、UEFA U-21欧州選手権予選に出場。
2025年3月にはUEFAネイションズリーグに臨むA代表に初招集され、準々決勝のポルトガル戦で初出場。

## 個人成績

### クラブ
| 国内大会個人成績 | 国内大会個人成績       | 国内大会個人成績 | 国内大会個人成績 | 国内大会個人成績 | 国内大会個人成績 | 国内大会個人成績 | 国内大会個人成績 | 国内大会個人成績 | 国内大会個人成績 | 国内大会個人成績 | 国内大会個人成績 |
| 年度             | クラブ                 | 背番号           | リーグ           | リーグ戦         | リーグ戦         | リーグ杯         | リーグ杯         | オープン杯       | オープン杯       | 期間通算         | 期間通算         |
| 年度             | クラブ                 | 背番号           | リーグ           | 出場             | 得点             | 出場             | 得点             | 出場             | 得点             | 出場             | 得点             |
| イングランド     | イングランド           | イングランド     | イングランド     | リーグ戦         | リーグ戦         | FLカップ         | FLカップ         | FAカップ         | FAカップ         | 期間通算         | 期間通算         |
| ---------------- | ---------------------- | ---------------- | ---------------- | ---------------- | ---------------- | ---------------- | ---------------- | ---------------- | ---------------- | ---------------- | ---------------- |
| 2021-22          | アーセナル             | 58               | プレミアリーグ   | 0                | 0                | 0                | 0                | 0                | 0                | 0                | 0                |
| オランダ         | オランダ               | オランダ         | オランダ         | リーグ戦         | リーグ戦         | リーグ杯         | リーグ杯         | KNVBカップ       | KNVBカップ       | 期間通算         | 期間通算         |
| 2022-23          | ヴァールヴァイク       | 9                | エールディヴィジ | 12               | 2                | -                | -                | 1                | 0                | 13               | 2                |
| スコットランド   | スコットランド         | スコットランド   | スコットランド   | リーグ戦         | リーグ戦         | S・リーグ杯      | S・リーグ杯      | スコティッシュ杯 | スコティッシュ杯 | 期間通算         | 期間通算         |
| 2023-24          | マザーウェル           | 24               | プレミアシップ   | 14               | 6                | 1                | 0                | 0                | 0                | 15               | 6                |
| オーストリア     | オーストリア           | オーストリア     | オーストリア     | リーグ戦         | リーグ戦         | リーグ杯         | リーグ杯         | オーストリア杯   | オーストリア杯   | 期間通算         | 期間通算         |
| 2023-24          | シュトゥルム・グラーツ | 18               | ブンデスリーガ   | 15               | 5                | -                | -                | 3                | 1                | 18               | 6                |
| 2024-25          | シュトゥルム・グラーツ | 18               | ブンデスリーガ   | 16               | 11               | -                | -                | 3                | 1                | 19               | 12               |
| フランス         | フランス               | フランス         | フランス         | リーグ戦         | リーグ戦         | F・リーグ杯      | F・リーグ杯      | フランス杯       | フランス杯       | 期間通算         | 期間通算         |
| 2024-25          | モナコ                 | 14               | リーグ・アン     | 16               | 13               | -                | -                | 1                | 0                | 17               | 13               |
| 通算             | イングランド           | イングランド     | プレミアリーグ   | 0                | 0                | 0                | 0                | 0                | 0                | 0                | 0                |
| 通算             | オランダ               | オランダ         | エールディヴィジ | 12               | 2                | -                | -                | 1                | 0                | 13               | 2                |
| 通算             | スコットランド         | スコットランド   | プレミアシップ   | 14               | 6                | 1                | 0                | 0                | 0                | 15               | 6                |
| 通算             | オーストリア           | オーストリア     | ブンデスリーガ   | 31               | 16               | -                | -                | 6                | 2                | 37               | 18               |
| 通算             | フランス               | フランス         | リーグ・アン     | 16               | 13               | -                | -                | 1                | 0                | 17               | 13               |
| 総通算           | 総通算                 | 総通算           | 総通算           | 73               | 37               | 1                | 0                | 8                | 2                | 82               | 39               |

### 代表
| デンマーク代表 | 国際Aマッチ | 国際Aマッチ |
| 年             | 出場        | 得点        |
| -------------- | ----------- | ----------- |
| 2025           | 4           | 1           |
| 通算           | 4           | 1           |

#### ゴール
| #  | 年月日        | 開催地                                  | 対戦国     | 勝敗 | 試合概要 |
| -- | ------------- | --------------------------------------- | ---------- | ---- | -------- |
| 1. | 2025年6月10日 | オーデンセ・スタディオン（ デンマーク） | リトアニア | ○5-0 | 親善試合 |

## タイトル

### クラブ
シュトゥルム・グラーツ
- オーストリア・ブンデスリーガ（2023-24）[13]
- オーストリア・カップ（2023-24）[13]